# Football Club Chiasso 2017-2018
Questa voce raccoglie le informazioni riguardanti il Football Club Chiasso nelle competizioni ufficiali della stagione 2017-2018.

## Stagione
Nella stagione 2017-2018 il Chiasso, allenato da Guillermo Abascal e Baldo Raineri, concluse il campionato di Challenge League all'8º posto. In Coppa Svizzera il Chiasso fu eliminato al secondo turno dal Basilea.

## Rosa
| N. |                         | Ruolo | Calciatore         |
| -- | ----------------------- | ----- | ------------------ |
| 1  | RD del Congo (bandiera) | P     | Anthony Mossi      |
| 3  | Svizzera (bandiera)     | D     | Michele Monighetti |
| 4  | Svizzera (bandiera)     | D     | Samuel Delli Carri |
| 5  | Svizzera (bandiera)     | D     | Anis Ramčilović    |
| 6  | Italia (bandiera)       | D     | Orlando Urbano     |
| 9  | Guinea (bandiera)       | A     | Alhassane Soumah   |
| 10 | Italia (bandiera)       | C     | Carte Said         |
| 12 | Svizzera (bandiera)     | D     | Simone Belometti   |
| 13 | Svizzera (bandiera)     | D     | Bruno Martignoni   |
| 14 | Slovenia (bandiera)     | C     | Kenan Fatkič       |
| 15 | Serbia (bandiera)       | D     | Dušan Cvetković    |
| 16 | Svizzera (bandiera)     | D     | Bruno Gennari      |
| 17 | Svizzera (bandiera)     | P     | Alessio Bellante   |
| 18 | Francia (bandiera)      | C     | Dorian Charlier    |
| 19 | Svizzera (bandiera)     | C     | Yanick Guerchadi   |

| N. |                       | Ruolo | Calciatore                   |
| -- | --------------------- | ----- | ---------------------------- |
| 20 | Italia (bandiera)     | A     | Fabiano Vergine              |
| 21 | Svizzera (bandiera)   | C     | Antoine Rey                  |
| 22 | Italia (bandiera)     | C     | Zakaria Hamadi               |
| 23 | Svizzera (bandiera)   | A     | Zoran Josipovic              |
| 24 | Svizzera (bandiera)   | C     | Ali Kabacalman               |
| 30 | Malta (bandiera)      | A     | Jean Farrugia                |
| 31 | Svizzera (bandiera)   | C     | Michel Oberlin               |
| 33 | Francia (bandiera)    | D     | Moussa Soumarè               |
| 37 | Francia (bandiera)    | C     | Sofian Bahloul               |
| 75 | Svizzera (bandiera)   | A     | Ivan Facchin                 |
| 77 | Thailandia (bandiera) | A     | Chitchanok Xaysensourinthone |
| 81 | Italia (bandiera)     | P     | Francesco Russo              |
| 96 | Svizzera (bandiera)   | D     | Nicola Nilović               |
| 99 | Gambia (bandiera)     | A     | Assan Ceesay                 |

## Organigramma societario
Area tecnica
- Allenatore: Baldo Raineri
- Allenatore in seconda:
- Preparatore dei portieri: Nicola Muto
- Preparatori atletici: Andrea Corrain, Mattia Bianchi
- Collaboratore tecnico: Lorenzo Colombo
- Direttore Generale: Nicola Bignotti
- Team Manager: Andrea Maisrello
- Fisioterapista/Massaggiatore: Tommaso Leone

## Calciomercato

### Sessione estiva
| Acquisti | Acquisti         | Acquisti         | Acquisti |
| R.       | Nome             | da               | Modalità |
| -------- | ---------------- | ---------------- | -------- |
| A        | Zoran Josipovic  | Aarau            |          |
| D        | Bruno Martignoni | Lugano           |          |
| C        | Antoine Rey      | Lugano           |          |
| P        | Francesco Russo  | Lugano           |          |
| A        | Jean Farrugia    | Sliema Wanderers |          |
| C        | Edon Beqiri      | Lazio U19        |          |
| C        | Mate Bilinovac   | Bellinzona       |          |
| P        | Thomas Candeloro | Team Ticino U18  |          |
| A        | Assan Ceesay     | Lugano           |          |
| C        | Dorian Charlier  | Caen (CFA)       |          |
| D        | Dušan Cvetković  | Lugano           |          |
| C        | Axel De Biasi    | Mendrisio        |          |
| C        | Kenan Fatkič     | Lucerna II       |          |
| A        | Gioele Franzese  | Lugano           |          |
| D        | Jetmir Krasniqi  | Le Mont          |          |
| P        | Anthony Mossi    | Le Mont          |          |
| D        | Anis Ramčilović  | Le Mont          |          |
| D        | Federico Sonnini | Chievo U19       |          |
| A        | Alhassane Soumah | Cercle Bruges    |          |
| D        | Orlando Urbano   | Lugano           |          |

| Cessioni | Cessioni            | Cessioni         | Cessioni |
| R.       | Nome                | a                | Modalità |
| -------- | ------------------- | ---------------- | -------- |
| A        | Nicolae Milinceanu  | Sliema Wanderers |          |
| P        | Alessio Bellante    | Utd Zurigo       |          |
| A        | Gioele Franzese     | Utd Zurigo       |          |
| A        | Fabian Lokaj        | Gaz Metan Mediaș |          |
| D        | Federico Sonnini    | Argentina        |          |
| C        | Saverio Manfreda    | Losone Sportiva  |          |
| C        | Axel De Biasi       | Mendrisio        |          |
| C        | Edon Beqiri         | Montreux-Sports  |          |
| A        | Younés Bnou Marzouk | Lugano           |          |
| P        | Luigi Di Lauro      | Mendrisio        |          |
| D        | Thomas Fekete       | Young Boys II    |          |
| D        | Luca Fomasi         | Lugano II        |          |
| A        | Ryan Hiwat          | Carpi            |          |
| D        | Ilija Ivić          | Brühl            |          |
| P        | Miodrag Mitrovič    | FCU Craiova      |          |
| C        | Giuseppe Palma      | Mantova          |          |
| C        | Stefane Rauti       | Yverdon          |          |
| D        | Marijan Urtic       | Kriens           |          |

### Sessione invernale
| Acquisti | Acquisti                     | Acquisti   | Acquisti |
| R.       | Nome                         | da         | Modalità |
| -------- | ---------------------------- | ---------- | -------- |
| C        | Michel Oberlin               | Sion II    |          |
| D        | Bruno Gennari                | Mendrisio  |          |
| C        | Yanick Guerchadi             | Lugano II  |          |
| C        | Ali Kabacalman               | Losanna    |          |
| A        | Chitchanok Xaysensourinthone | Suphanburi |          |

| Cessioni | Cessioni         | Cessioni  | Cessioni |
| R.       | Nome             | a         | Modalità |
| -------- | ---------------- | --------- | -------- |
| C        | Eris Abedini     | Lugano    |          |
| C        | Mate Bilinovac   | Ascona    |          |
| D        | Jetmir Krasniqi  | Lugano    |          |
| P        | Thomas Candeloro | Benevento |          |
| C        | Andrea Padula    | Lugano    |          |

## Risultati

### Challenge League

#### Prima fase, girone di andata
| Arbitro: | Schärli |

|                          |           |                        |
| Alphonse 25’, 37’ (rig.) | Marcatori | 4’ Ceesay 84’ Franzese |

| Arbitro: | Dudic |

|  |           |                               |
|  | Marcatori | 38’ (rig.) Nuzzolo 64’ Tréand |

| Arbitro: | Ovcharov |

|                        |           |  |
| Sessolo 42’ Mikari 44’ | Marcatori |  |

| Arbitro: | Horisberger |

|              |           |  |
| Farrugia 66’ | Marcatori |  |

| Arbitro: | Gut |

|                                    |           |  |
| Farrugia 60’ Soumah 81’ Fatkič 90’ | Marcatori |  |

| Arbitro: | Schärli |

|            |           |              |
| Bičvić 90’ | Marcatori | 18’ Farrugia |

| Arbitro: | Klossner |

|              |           |            |
| Schättin 77’ | Marcatori | 90’ Ceesay |

| Arbitro: | Tschudi |

|           |           |  |
| Ceesay 6’ | Marcatori |  |

| Arbitro: | Fähndrich |

|             |           |  |
| Jüllich 63’ | Marcatori |  |

#### Prima fase, girone di ritorno
| Arbitro: | Schärli |

|            |           |                          |
| Ceesay 39’ | Marcatori | 32’ Alphonse 90’ Cardoso |

| Arbitro: | Klossner |

|                                        |           |             |
| Corbaz 56’ Ramizi 60’ Nuzzolo 63’, 66’ | Marcatori | 49’ Soumarè |

| Arbitro: | Horisberger |

|                        |           |                |
| Fatkič 27’ Soumarè 66’ | Marcatori | 90’ Tranquilli |

| Arbitro: | Jancevski |

|           |           |         |
| Nater 90’ | Marcatori | 4’ Said |

| Arbitro: | Horisberger |

|                       |           |                                    |
| Alves 11’ Kienast 61’ | Marcatori | 3’ (rig.), 54’ Ceesay 63’ Farrugia |

| Arbitro: | Ovcharov |

|                                           |           |  |
| Josipovic 4’, 62’ Farrugia 13’ Urbano 22’ | Marcatori |  |

| Arbitro: | Fähndrich |

|              |           |           |
| Farrugia 36’ | Marcatori | 7’ Schulz |

| Arbitro: | Dudic |

|                                |           |  |
| Ciarrocchi 6’, 37’ Perrier 69’ | Marcatori |  |

| Arbitro: | Jancevski |

|  |           |           |
|  | Marcatori | 4’ Mathys |

#### Seconda fase, girone di andata
| Arbitro: | Jancevski |

|           |           |            |
| Chagas 5’ | Marcatori | 33’ Ceesay |

| Arbitro: | Cibelli |

|  |           |           |
|  | Marcatori | 74’ Savic |

| Arbitro: | Dudic |

|                                                    |           |              |
| Rossini 6’ (rig.) Frontino 40’, 56’ Ciarrocchi 66’ | Marcatori | 35’ Farrugia |

| Arbitro: | Jancevski |

|  |           |                                   |
|  | Marcatori | 57’ Tréand 68’ Nuzzolo 90’ Doudin |

| Arbitro: | Schnyder |

|                       |           |            |
| Sessolo 83’ Çiçek 86’ | Marcatori | 62’ Ceesay |

| Arbitro: | Horisberger |

|                       |           |  |
| Monighetti 17’ (rig.) | Marcatori |  |

| Arbitro: | Jancevski |

|                                  |           |                      |
| Turkeš 25’ Simani 64’ Fazliu 82’ | Marcatori | 48’ (rig.) Josipovic |

| Arbitro: | Wolfensberger |

|                   |           |                                                                               |
| Göppel 66’ (aut.) | Marcatori | 39’ Coulibaly 45’ Schirinzi 59’ Konrad 69’ (rig.) Gajić 73’ Mathys 78’ Kamber |

| Arbitro: | Horisberger |

|                                  |           |                                            |
| Hajrović 9’ Seferi 43’ Tadić 69’ | Marcatori | 30’ Hamadi 45’, 76’ Monighetti 65’ Soumarè |

#### Seconda fase, girone di ritorno
| Arbitro: | Erlachner |

|                  |           |                |
| Farrugia 2’, 54’ | Marcatori | 28’ Stevanović |

| Arbitro: | Wolfensberger |

|                       |           |  |
| Vonlanthen 72’ (rig.) | Marcatori |  |

| Arbitro: | Jancevski |

|  |           |                         |
|  | Marcatori | 53’ Rossini 68’ N'Ganga |

| Arbitro: | Fähndrich |

|           |           |  |
| Gomes 25’ | Marcatori |  |

| Arbitro: | Horisberger |

|                           |           |  |
| Josipovic 18’ Soumarè 33’ | Marcatori |  |

| Arbitro: | Cibelli |

|                          |           |               |
| Sliskovic 36’ Silvio 90’ | Marcatori | 70’ Josipovic |

| Arbitro: | Schärli |

|  |           |           |
|  | Marcatori | 81’ Wicht |

| Arbitro: | Wolfensberger |

|                                                         |           |                    |
| Burgmeier 23’, 34’ Coulibaly 27’ Gajić 64’ Borgmann 67’ | Marcatori | 65’, 75’ Josipovic |

| Arbitro: | Gut |

|                                       |           |  |
| Urbano 31’ Charlier 45’ Josipovic 55’ | Marcatori |  |

### Coppa Svizzera
| Arbitro: | Erlachner |

|  |           |              |
|  | Marcatori | 94’ Farrugia |

| Arbitro: | Hänni |

|  |           |           |
|  | Marcatori | 83’ Itten |

## Statistiche

### Statistiche di squadra
| Competizione     | Punti | In casa | In casa | In casa | In casa | In casa | In casa | In trasferta | In trasferta | In trasferta | In trasferta | In trasferta | In trasferta | Totale | Totale | Totale | Totale | Totale | Totale | DR  |
| Competizione     | Punti | G       | V       | N       | P       | Gf      | Gs      | G            | V            | N            | P            | Gf           | Gs           | G      | V      | N      | P      | Gf     | Gs     | DR  |
| ---------------- | ----- | ------- | ------- | ------- | ------- | ------- | ------- | ------------ | ------------ | ------------ | ------------ | ------------ | ------------ | ------ | ------ | ------ | ------ | ------ | ------ | --- |
| Challenge League | 39    | 18      | 9       | 1       | 8       | 22      | 21      | 18           | 2            | 5            | 11           | 20           | 39           | 36     | 11     | 6      | 19     | 42     | 60     | -18 |
| Coppa Svizzera   | -     | 1       | 0       | 0       | 1       | 0       | 1       | 1            | 1            | 0            | 0            | 1            | 0            | 2      | 1      | 0      | 1      | 1      | 1      | 0   |
| Totale           | 39    | 19      | 9       | 1       | 9       | 22      | 22      | 19           | 3            | 5            | 11           | 21           | 39           | 38     | 12     | 6      | 20     | 43     | 61     | -18 |

### Andamento in campionato
| Giornata  | 1  | 2  | 3  | 4  | 5 | 6 | 7 | 8 | 9 | 10 | 11 | 12 | 13 | 14 | 15 | 16 | 17 | 18 | 19 | 20 | 21 | 22 | 23 | 24 | 25 | 26 | 27 | 28 | 29 | 30 | 31 | 32 | 33 | 34 | 35 | 36 |
| --------- | -- | -- | -- | -- | - | - | - | - | - | -- | -- | -- | -- | -- | -- | -- | -- | -- | -- | -- | -- | -- | -- | -- | -- | -- | -- | -- | -- | -- | -- | -- | -- | -- | -- | -- |
| Luogo     | T  | C  | T  | C  | C | T | T | C | T | C  | T  | C  | T  | T  | C  | C  | T  | C  | T  | C  | T  | C  | T  | C  | T  | C  | T  | C  | T  | C  | T  | C  | T  | C  | T  | C  |
| Risultato | N  | P  | P  | V  | V | N | N | V | P | P  | P  | V  | N  | V  | V  | N  | P  | P  | N  | P  | P  | P  | P  | V  | P  | P  | V  | V  | P  | P  | P  | V  | P  | P  | P  | V  |
| Posizione | 10 | 10 | 10 | 10 | 6 | 6 | 6 | 4 | 5 | 7  | 8  | 7  | 6  | 6  | 6  | 6  | 6  | 6  | 6  | 6  | 7  | 7  | 8  | 7  | 8  | 8  | 8  | 7  | 8  | 8  | 8  | 8  | 8  | 8  | 8  | 8  |

Legenda:

Luogo: C = Casa; T = Trasferta. Risultato: V = Vittoria; N = Pareggio; P = Sconfitta.

### Statistiche dei giocatori
| Giocatore            | Challenge League | Challenge League | Challenge League | Challenge League | Coppa Svizzera | Coppa Svizzera | Coppa Svizzera | Coppa Svizzera | Totale   | Totale | Totale      | Totale     |
| Giocatore            | Presenze         | Reti             | Ammonizioni      | Espulsioni       | Presenze       | Reti           | Ammonizioni    | Espulsioni     | Presenze | Reti   | Ammonizioni | Espulsioni |
| -------------------- | ---------------- | ---------------- | ---------------- | ---------------- | -------------- | -------------- | -------------- | -------------- | -------- | ------ | ----------- | ---------- |
| E. Abedini           | 24               | 0                | 3                | 0                | 2              | 0              | 2              | 0              | 26       | 0      | 5           | 0          |
| S. Bahloul           | 5                | 0                | 0                | 0                | 0              | 0              | 0              | 0              | 5        | 0      | 0           | 0          |
| A. Bellante          | 1                | 0                | 0                | 0                | 0              | 0              | 0              | 0              | 1        | 0      | 0           | 0          |
| S. Belometti         | 29               | 0                | 8                | 0                | 2              | 0              | 1              | 0              | 31       | 0      | 9           | 0          |
| M. Bilinovac         | 3                | 0                | 1                | 0                | 1              | 0              | 0              | 0              | 4        | 0      | 1           | 0          |
| T. Candeloro         | 0                | 0                | 0                | 0                | 0              | 0              | 0              | 0              | 0        | 0      | 0           | 0          |
| S. Carri             | 16               | 0                | 3                | 2                | 1              | 0              | 0              | 1              | 17       | 0      | 3           | 3          |
| A. Ceesay            | 31               | 8                | 4                | 1                | 2              | 0              | 0              | 0              | 33       | 8      | 4           | 1          |
| D. Charlier          | 20               | 1                | 5                | 0                | 0              | 0              | 0              | 0              | 20       | 1      | 5           | 0          |
| D. Cvetković         | 5                | 0                | 0                | 1                | 0              | 0              | 0              | 0              | 5        | 0      | 0           | 1          |
| I. Facchin           | 7                | 0                | 0                | 1                | 0              | 0              | 0              | 0              | 7        | 0      | 0           | 1          |
| J. Farrugia          | 21               | 9                | 4                | 0                | 2              | 1              | 1              | 0              | 23       | 10     | 5           | 0          |
| K. Fatkič            | 35               | 2                | 5                | 0                | 2              | 0              | 0              | 0              | 37       | 2      | 5           | 0          |
| G. Franzese          | 3                | 1                | 0                | 0                | 0              | 0              | 0              | 0              | 3        | 1      | 0           | 0          |
| B. Gennari           | 13               | 0                | 1                | 0                | 0              | 0              | 0              | 0              | 13       | 0      | 1           | 0          |
| Y. Guerchadi         | 4                | 0                | 0                | 0                | 0              | 0              | 0              | 0              | 4        | 0      | 0           | 0          |
| Z. Hamadi            | 17               | 1                | 3                | 0                | 0              | 0              | 0              | 0              | 17       | 1      | 3           | 0          |
| Z. Josipovic         | 27               | 8                | 4                | 0                | 1              | 0              | 0              | 0              | 28       | 8      | 4           | 0          |
| A. Kabacalman        | 11               | 0                | 1                | 0                | 0              | 0              | 0              | 0              | 11       | 0      | 1           | 0          |
| J. Krasniqi          | 16               | 0                | 5                | 0                | 2              | 0              | 1              | 0              | 18       | 0      | 6           | 0          |
| B. Martignoni        | 23               | 0                | 3                | 1                | 2              | 0              | 0              | 0              | 25       | 0      | 3           | 1          |
| M. Monighetti        | 17               | 3                | 8                | 0                | 0              | 0              | 0              | 0              | 17       | 3      | 8           | 0          |
| A. Mossi             | 15               | 0                | 2                | 0                | 0              | 0              | 0              | 0              | 15       | 0      | 2           | 0          |
| N. Nilović           | 0                | 0                | 0                | 0                | 0              | 0              | 0              | 0              | 0        | 0      | 0           | 0          |
| M. Oberlin           | 2                | 0                | 1                | 0                | 0              | 0              | 0              | 0              | 2        | 0      | 1           | 0          |
| A. Padula            | 11               | 0                | 2                | 0                | 0              | 0              | 0              | 0              | 11       | 0      | 2           | 0          |
| A. Ramčilović        | 9                | 0                | 3                | 0                | 0              | 0              | 0              | 0              | 9        | 0      | 3           | 0          |
| A. Rey               | 28               | 0                | 8                | 0                | 2              | 0              | 0              | 0              | 30       | 0      | 8           | 0          |
| F. Russo             | 21               | 0                | 1                | 1                | 2              | 0              | 0              | 0              | 23       | 0      | 1           | 1          |
| C. Said              | 27               | 1                | 7                | 0                | 2              | 0              | 0              | 1              | 29       | 1      | 7           | 1          |
| A. Selmanaj          | 0                | 0                | 0                | 0                | 0              | 0              | 0              | 0              | 0        | 0      | 0           | 0          |
| A. Soumah            | 8                | 1                | 1                | 0                | 2              | 0              | 0              | 0              | 10       | 1      | 1           | 0          |
| M. Soumarè           | 26               | 4                | 8                | 3                | 2              | 0              | 1              | 0              | 28       | 4      | 9           | 3          |
| O. Urbano            | 20               | 2                | 7                | 0                | 1              | 0              | 0              | 0              | 21       | 2      | 7           | 0          |
| F. Vergine           | 1                | 0                | 0                | 0                | 0              | 0              | 0              | 0              | 1        | 0      | 0           | 0          |
| C. Xaysensourinthone | 4                | 0                | 1                | 0                | 0              | 0              | 0              | 0              | 4        | 0      | 1           | 0          |